# Председнички избори у САД 1800.
Председнички избори у Сједињеним Државама 1800. били су четврти четворогодишњи председнички избори. Одржана је од 31. октобра до 3. децембра 1800. У ономе што се понекад назива „револуцијом 1800.“, потпредседник Томас Џеферсон из Демократско-републиканске партије победио је садашњег председника Џона Адамса из Федералистичке партије. Избори су били политичко престројавање које је довело до генерације демократско-републиканског руководства.
Адамс је за длаку победио Џеферсона на изборима 1796. Према правилима изборног система који су важили пре ратификације 12. амандмана 1804. године, сваки члан Изборног колегијума дао је два гласа, без разлике између електорских гласова за председника и електорских гласова за потпредседника. Пошто је Џеферсон добио други највећи број гласова 1796. године, изабран је за потпредседника. Године 1800, за разлику од 1796, обе странке су формално номиновале карте. Демократско-републиканци су номиновали карту коју су чинили Џеферсон и Арон Бер, док су федералисти номиновали карту коју су чинили Адамс и Чарлс Ц. Пинкни. Свака странка је формирала план по којем би један од њихових бирача гласао за трећег кандидата или би био уздржан како би њен преферирани председнички кандидат (Адамс за федералисте и Џеферсон за демократске републиканце) освојио један глас више од другог кандидата странке.
Главна политичка питања су се вртела око последица Француске револуције и Квази-рата. Федералисти су фаворизовали снажну централну владу и блиске односе са Великом Британијом. Демократски републиканци су фаворизовали децентрализацију на државне владе, а партија је напала порезе које су федералисти наметнули. Демократски републиканци су такође осудили Закон о странцима и побуни, које су федералисти донели да би отежали имигрантима да постану грађани и ограничили изјаве критичне према савезној влади. Демократско-републиканци су били добро организовани на државном и локалном нивоу, док су федералисти били неорганизовани и претрпели огорчен поделе између своја два главна лидера, Адамса и Александра Хамилтона. Према историчару Џону Ферлингу, надметање за изборне гласове, регионалне поделе и пропагандне клеветничке кампање које су креирале обе странке учинили су изборе препознатљивим модерним.
На крају дуге и горке кампање, Џеферсон и Бер су освојили по 73 електорска гласа, Адамс је освојио 65, а Пинкни 64. Федералисти су помели Нову Енглеску, Демократски републиканци су доминирали на југу, а странке су поделиле Средњи Атлантик државе Њујорк, Њу Џерси и Пенсилванија.
Неуспех демократских републиканаца да спроведу свој план да Џеферсону дају један глас више од Бера резултирао је нерешеним резултатом, што је захтевало контингентне изборе у Представничком дому. Према условима наведеним у Уставу, одлазећи Представнички дом бирао је између Џеферсона и Бура. Бур је оптужен да је сам водио кампању за председника на контингентним изборима упркос томе што је био члан Џеферсонове странке. Свака државна делегација је дала један глас, а победа на контингентним изборима захтевала је да један кандидат освоји већину државних делегација. Ни Бур ни Џеферсон нису успели да победе на првих 35 гласачких листића на контингентним изборима, пошто је већина федералистичких представника подржала Бурра, а сви демократско-републикански представници Џеферсона. Хамилтон је фаворизовао Џеферсона у односу на Бера, а он је убедио неколико федералиста да пребаце своју подршку на Џеферсона, дајући Џеферсону победу на 36. гласању. Џеферсон је постао други узастопни актуелни потпредседник који је изабран за председника.